# Katangania monticola
Katangania monticola – gatunek kosarza z podrzędu Laniatores i rodziny Assamiidae. Jedyny znany przedstawiciel monotypowego rodzaju Katangania.

## Występowanie
Gatunek został wykazany z Zairu.